# Sandwich (New Hampshire)
Sandwich – miasto w Stanach Zjednoczonych, w stanie New Hampshire, w hrabstwie Carroll.